# Jacques Gélat
Jacques Gélat est un écrivain français.

## Biographie
Il a publié cinq romans : Le Tableau aux éditions Denoël, La Couleur inconnue aux éditions José Corti, Le Traducteur, également aux éditions José Corti, La Mécanique du mal aux éditions du Mercure de France ainsi que Le Traducteur Amoureux, de nouveau aux éditions José Corti.

## Œuvres
- Le Tableau, 1991.
- La Couleur inconnue, 2000 (Prix ENS Paris-Saclay)[1].
- Le Traducteur, 2006.
- La Mécanique du mal, 2007.
- Le Plaisir du diable, 2008.
- Le Traducteur amoureux, 2010 (Prix Orange du Livre)[2].